# Peter Hyams
Peter Hyams (Nova Iorque, 26 de julho de 1943) é um realizador, diretor de fotografia e produtor de filmes norte-americano, provavelmente mais conhecido pela adaptação da obra ficção científica de Arthur C. Clarke, 2010, uma sequência do filme de Stanley Kubrick 2001: Uma Odisséia no Espaço.

## Biografia
Frequentou a Universidade de Syracuse, onde se diplomou em música e arte. Começou a trabalhar aos 21 anos, como repórter da CBS, realizando notáveis documentários sobre o Vietname. No início dos anos 70, assina duas obras para televisão que obtiveram alguma notoriedade. Em 1973 troca a televisão pelo cinema, fazendo um filme de acção e suspense chamado Busting.
Com Capricorn One (1977) inicia o seu ciclo de ficção científica, completado com Outland e 2010. Seguem-se mais alguns grandes sucessos de bilheteira, tais como Timecop e Sudden Death, ambos com Jean-Claude Van Damme, e ainda End of Days, protagonizado por Arnold Schwarzenegger.
Hyams tem a particularidade de ser o responsável pela cinematografia de vários dos seus filmes. A isso não será alheio o facto de possuir uma forte formação artística, uma vez que, para além da sua carreira no cinema, ele também toca música de jazz e pinta quadros que já foram expostos em diversas galerias de grande prestígio.
Desde 1964 que é casado com George-Ann Spota, com quem teve três filhos. É do nome da mulher que ele atribui sempre o nome de Spota a um dos personagens menores em cada um dos seus filmes.

## Filmografia
- 1972: Rolling Man  (TV)
- 1972: Goodnight, My Love  (TV)
- 1973: Busting....(pt: Abutres na cidade)
- 1974: Our Time
- 1975: Peeper
- 1977: Capricorn One....(pt: Capricórnio Um)
- 1979: Hanover Street....(pt: Ao encontro da guerra e do amor)
- 1981: Outland....(pt: Outland - Atmosfera zero)
- 1983: The Star Chamber....(pt: A câmara secreta)
- 1984: 2010....(pt: 2010 - o ano do contacto)
- 1986: Running Scared....(pt: Dois polícias em apuros)
- 1988: The Presidio....(pt: A hora dos heróis)
- 1990: Narrow Margin....(pt: O expresso dos malditos)
- 1992: Stay Tuned
- 1994: Timecop....(pt: Patrulha do tempo)
- 1995: Sudden Death....(br/pt: Morte súbita)
- 1997: The Relic....(pt: A relíquia)
- 1999: End of Days....(br: O fim dos dias / pt: Os dias do fim)
- 2001: The Musketeer....(br: A vingança do mosqueteiro / pt: O mosqueteiro)
- 2005: A Sound of Thunder
- 2009: Beyond a Reasonable Doubt....(pt: A verdade e o medo)